# Parque Lobera
El Parque Lobera es un parque urbano situado en la ciudad autónoma de Melilla, España. Se encuentra ubicado en el Ensanche Modernista, una de las zonas más representativas del desarrollo urbanístico de la ciudad durante el siglo XX. Inaugurado en 1927, constituye uno de los principales espacios verdes de Melilla y destaca por su disposición en terrazas, la presencia de elementos arquitectónicos y escultóricos, y una variada vegetación. A lo largo de su historia, ha experimentado diversas remodelaciones y ha desempeñado funciones recreativas, culturales y ambientales. Su nombre actual se debe a Cándido Lobera Girela, figura relevante en la vida política y militar de Melilla.

## Historia
El parque fue inaugurado en 1927 bajo la dirección de Cándido Lobera Girela, presidente de la Junta de Arbitrios de la ciudad. Su creación tuvo como objetivo mejorar las condiciones urbanísticas de la zona, al tiempo que se gestionaba la escorrentía de aguas pluviales en un terreno con considerable desnivel. Originalmente conocido como Parque Conde de Jordana, su nombre fue cambiado en honor a Lobera, y con el paso del tiempo se consolidó como un espacio público de recreo en la ciudad.
En 1978 se llevó a cabo una importante reforma en el parque, que incluyó la incorporación de cascadas, estanques, fuentes, pérgolas y un templete de música, así como la instalación de esculturas de los artistas Rafael Picazo y Juan Antonio Diago. Estas modificaciones contribuyeron a darle al parque una nueva dimensión estética y funcional, convirtiéndolo en un lugar adecuado tanto para el esparcimiento como para la realización de actividades culturales y musicales al aire libre.
A pesar de su relevancia, el parque experimentó un periodo de deterioro durante las décadas de los 80 y 90, debido a la falta de mantenimiento y las condiciones adversas del entorno. El desgaste de algunas de sus estructuras, como las fuentes y estanques, fue notable, lo que llevó a que el parque perdiera parte de su atractivo. No fue hasta 2024 cuando se aprobó un plan de rehabilitación integral con un presupuesto de 2,2 millones de euros, destinado a restaurar su aspecto original y mejorar su infraestructura.
 

La rehabilitación del parque incluyó la plantación de más de 6,500 plantas de diversas especies, la instalación de un sistema de riego automatizado y la creación de nuevos espacios, como un jardín zen y una zona de meditación. Además, se mejoró la accesibilidad con la renovación de caminos y la adaptación de las instalaciones para personas con movilidad reducida. Estas mejoras han permitido que el parque continúe siendo un espacio de recreo, esparcimiento y actividades culturales, adaptándose a las necesidades actuales de la ciudad.
Además del valor paisajístico y social que ha adquirido desde su inauguración, el Parque Lobera alberga un importante vestigio del pasado militar de Melilla: una galería subterránea del siglo XVIII, excavada como parte del sistema defensivo de la ciudad. Con más de 130 metros de longitud, esta estructura conectaba con otros puntos estratégicos como las Cuevas del Conventico y el Fuerte de Victoria Grande, y servía para tareas de contraminado en caso de asedio. En la actualidad, se están desarrollando proyectos para su rehabilitación y apertura al público, reforzando el carácter patrimonial del parque.

## Toponimia
El nombre "Lobera" hace referencia al apellido de Cándido Lobera Girela, impulsor del proyecto, y no tiene relación directa con la fauna local. El topónimo refleja la tradición de denominar espacios públicos en honor a personas relevantes en la historia de la ciudad.

## Marco legislativo
El Parque Lobera se encuentra dentro del conjunto histórico-artístico de Melilla la Vieja, lo que implica que su conservación y cualquier intervención en el mismo están sujetas a la legislación de patrimonio histórico y urbanismo de la ciudad autónoma. Las obras de remodelación deben cumplir con normativas que aseguren la protección del entorno histórico y la integración de nuevas infraestructuras de manera respetuosa con el paisaje urbano.

## Arquitectura
La arquitectura del Parque Lobera de Melilla refleja una integración entre su valor histórico y las necesidades actuales. Inaugurado en 1927 y con una superficie de 2 hectáreas, el parque desciende desde las Murallas del Cuarto Recinto Fortificado hasta la avenida Cándido Lobera. Entre sus elementos destacados figuran los paseos con cascadas, un templete de música, pérgolas, un estanque, una plaza central y un quiosco. La entrada principal, actualmente en proceso de renovación, servirá como acceso representativo al recinto. Los pavimentos y el mobiliario urbano han sido actualizados para mejorar la accesibilidad y mantener la coherencia con el entorno histórico.

### Entrada principal
Dentro del proyecto de remodelación del Parque Lobera, se está creando una nueva entrada ubicada en la plaza de la Aviación Española. Esta entrada estará conectada con el parque mediante un nuevo vial que se extenderá desde las escaleras de acceso sur hasta unirse con la vía que llegaba al espacio superior del Auditòrium Carvajal. Las obras de remodelación comenzaron en septiembre de 2024 y se espera que finalicen en noviembre de 2025, coincidiendo con el centenario del parque. Esta nueva entrada forma parte de una serie de mejoras que incluyen la creación de una zona zen, jardines de agua y la restauración de fuentes.

### Templete de música
El templete de música del Parque Lobera fue construido en 1978 como parte de una reforma más amplia del parque. Esta estructura, de hierro y madera, ha sido un elemento destacado en el espacio, sirviendo como escenario para eventos culturales y conciertos al aire libre. Sin embargo, debido al deterioro sufrido con el paso del tiempo, se ha decidido sustituir el antiguo templete como parte del proyecto de remodelación integral del parque. La nueva estructura será de madera y estará diseñada para albergar actividades culturales y de hostelería. Este cambio se enmarca dentro de una serie de intervenciones que buscan revitalizar el parque, incluyendo la restauración de fuentes, la creación de una zona zen y jardines de agua, así como la renovación del mobiliario urbano.

### Cerramiento
El cerramiento del parque ha sido renovado para mejorar su seguridad y estética. Se han restaurado los muros de piedra existentes y se han añadido elementos de hierro forjado en algunas secciones, respetando el carácter histórico del lugar. Estas intervenciones buscan integrar el parque de manera coherente con el entorno del Cuarto Recinto Fortificado, declarado conjunto histórico-artístico.

### Bancos y farolas
El mobiliario urbano del parque ha sido actualizado para ofrecer mayor confort a los visitantes. Se han instalado bancos de diseño contemporáneo, fabricados con materiales resistentes y de fácil mantenimiento. Las farolas, además de proporcionar iluminación, han sido diseñadas para complementar la estética general del parque, utilizando materiales que armonizan con el entorno natural y arquitectónico.

### Pavimentos
Los pavimentos del parque han sido renovados para mejorar la accesibilidad y la durabilidad. Se han utilizado materiales como adoquines de piedra y losetas de cerámica, que no solo son funcionales, sino que también contribuyen a la estética del espacio. Los caminos se han diseñado para facilitar el tránsito de los visitantes y se han implementado sistemas de drenaje para evitar la acumulación de agua en las zonas de paso.

### Galería subterránea
La galería subterránea del Parque Lobera, construida en el siglo XVIII como parte del sistema defensivo de la ciudad, conecta varios puntos estratégicos, como el Fuerte de Victoria Grande y las Cuevas del Conventico. Actualmente en proceso de rehabilitación, la galería estará abierta al público, permitiendo a los visitantes recorrer sus pasajes subterráneos y conocer su función histórica de contraminado, utilizada para proteger Melilla durante posibles asedios. Esta estructura subterránea forma parte de un conjunto de yacimientos arqueológicos que destacan la ingeniería defensiva de la ciudad en su pasado.

## Paisajismo
El paisajismo del Parque Lobera ha evolucionado a lo largo de los años, adaptándose a las necesidades urbanísticas y medioambientales, mientras se conserva su carácter original como espacio verde y recreativo en Melilla. El diseño del parque se caracteriza por una cuidadosa integración de elementos naturales y arquitectónicos, como fuentes, jardines y paseos, que buscan ofrecer un entorno armónico y funcional para los visitantes.

### Jardines y paseos
El diseño de los jardines en el Parque Lobera se ha centrado en crear espacios verdes que promuevan la biodiversidad y ofrezcan un refugio natural para los visitantes. Se han incorporado plantas autóctonas y especies adaptadas al clima de la región, lo que asegura una mayor sostenibilidad en el parque. Los jardines también están organizados en diferentes zonas temáticas, como el espacio zen y los jardines de agua, que aportan un toque de serenidad y equilibrio. Los paseos son una parte esencial del diseño paisajístico, permitiendo a los visitantes recorrer el parque a través de caminos pavimentados que se entrelazan con las áreas ajardinadas y las fuentes, creando una experiencia tranquila y de conexión con la naturaleza.
El parque también ha incorporado una nueva red de senderos que facilitan la movilidad de los visitantes, incluyendo aquellos con movilidad reducida, lo que contribuye a hacer el espacio más accesible para todos.

### Estanque de patos
El estanques de patos es una de las características más destacadas del Parque Lobera. Históricamente, ha albergado aves acuáticas como patos y ocas, ofreciendo un ambiente natural y decorativo. Tras un periodo de deterioro y abandono debido a la falta de mantenimiento, el estanque ha sido restaurado como parte del proyecto de remodelación del parque. Se han añadido nenúfares y peces de colores, mejorando su estética y funcionalidad. Además, el antiguo habitáculo de los patos y las jaulas que albergaban otras aves han sido retirados, trasladándolos a instalaciones más adecuadas para su cuidado. Estas mejoras buscan crear un ambiente más agradable tanto para los animales como para los visitantes.

## Escultura
El Parque Lobera alberga una serie de esculturas, muchas de ellas realizadas por el escultor Rafael Picazo Muñoz, que enriquecen su paisaje y ofrecen un recorrido artístico dentro del espacio natural. Estas obras fueron creadas entre 1978 y 1979, como parte de una remodelación del parque impulsada por el Ayuntamiento de Melilla. Las esculturas, en su mayoría figurativas, están vinculadas con la naturaleza y los niños, lo que les permite integrarse armoniosamente con el entorno del parque.

### Niña tocando el agua

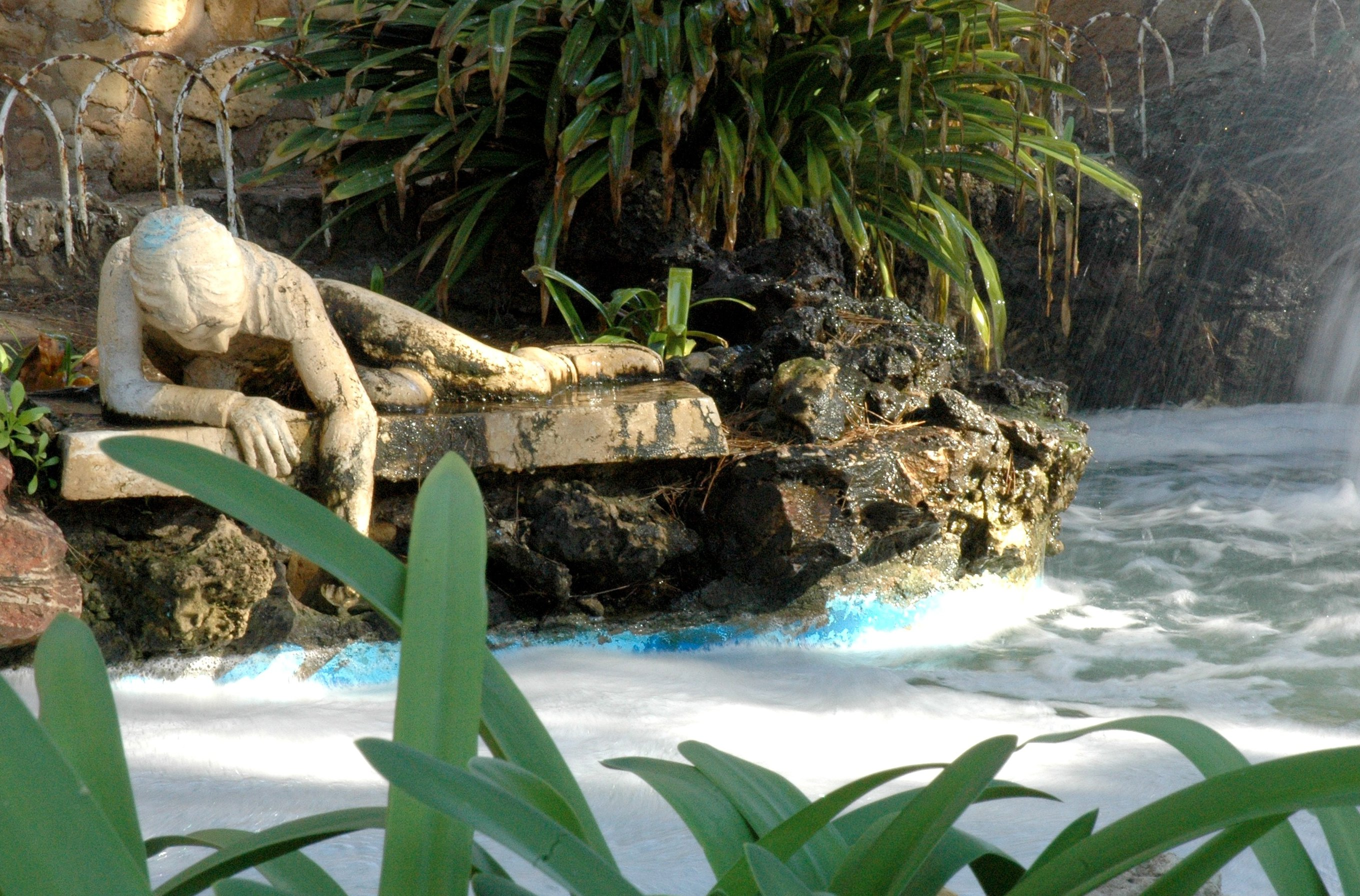
Niña tocando el agua

La escultura Niña tocando el agua es una de las más emblemáticas del parque. Esta obra en piedra artificial pintada muestra a una niña recostada sobre la orilla de un estanque, intentando tocar el agua con su mano izquierda. La figura refleja serenidad y conexión con el entorno natural. Fue diseñada por Rafael Picazo Muñoz en 1978 y se encuentra en buen estado de conservación.

### Delfines

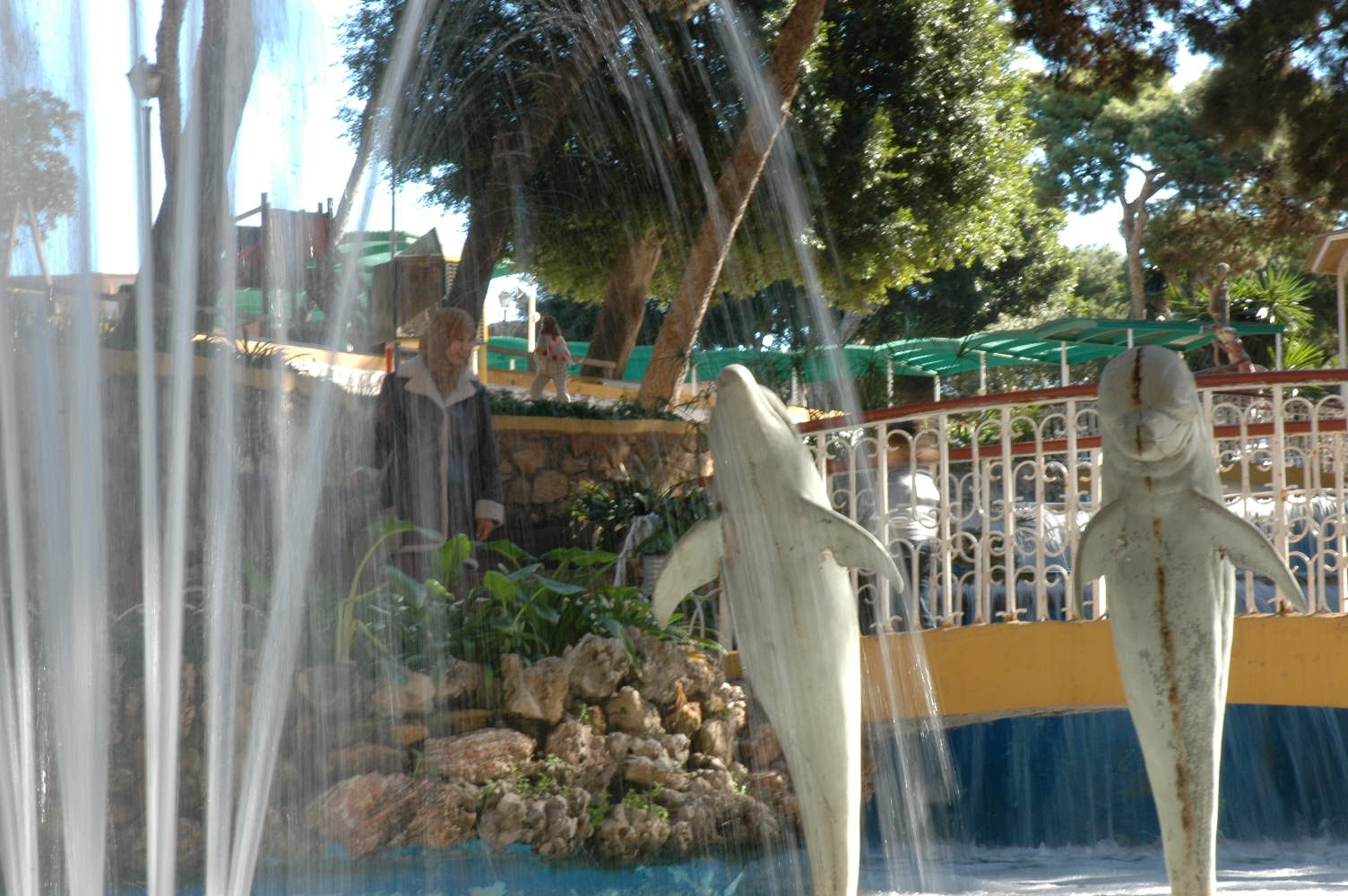
Delfines

La escultura de los Delfines, también de Rafael Picazo, es una obra en bronce ubicada dentro de un estanque. Representa dos delfines erguidos sobre el agua, simulando el característico movimiento de estos mamíferos marinos. Esta obra de 1978 forma parte de una serie de esculturas ornamentales del parque que evocan la fauna y el mundo acuático.

### Grupo escultórico Imaginación de los niños

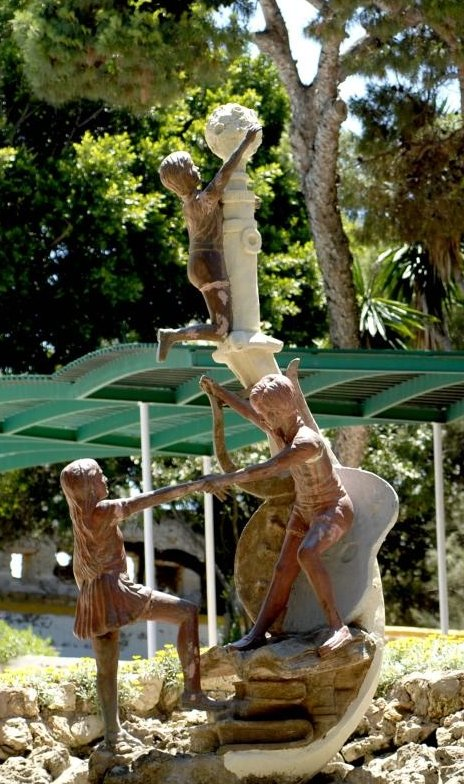
Grupo escultórico Imaginación de los niños

Este grupo escultórico, también diseñado por Rafael Picazo Muñoz, celebra la imaginación de los niños. Representa a dos niños y una niña subiendo unas escaleras formadas por libros, paletas de pintura y arpas, simbolizando el acceso a la fantasía y la creatividad a través de las artes. Esta obra, elaborada en bronce, fue creada en 1978 y destaca por su carácter simbólico y educativo.

### Niña sentada
La escultura de la Niña sentada, también obra de Rafael Picazo, muestra a una niña sentada en el suelo, con las piernas dobladas y rodeada por sus brazos. La figura tiene una expresión serena y contemplativa, mirando ligeramente hacia arriba. Esta escultura de piedra artificial fue instalada en el parque en 1978, y su estética invita a la reflexión y la calma.

### Niño con gato
Otra escultura de Rafael Picazo es la de un Niño con gato, que representa a un niño sonriente sosteniendo un gato en sus brazos. Esta obra, elaborada en piedra artificial, muestra la relación de los niños con los animales y la naturaleza. Fue realizada en 1978 y es una de las muchas esculturas que representan a la infancia en el parque.

### Niña
La escultura de la Niña muestra a una figura infantil de medio cuerpo, con el pelo largo recogido en una coleta. Esta obra, también de Rafael Picazo, fue creada en 1978 en piedra artificial. Representa una figura alegre y dinámica, que se integra perfectamente en el entorno del parque, añadiendo una sensación de juventud y vitalidad al espacio.

## Flora y fauna

### Flora

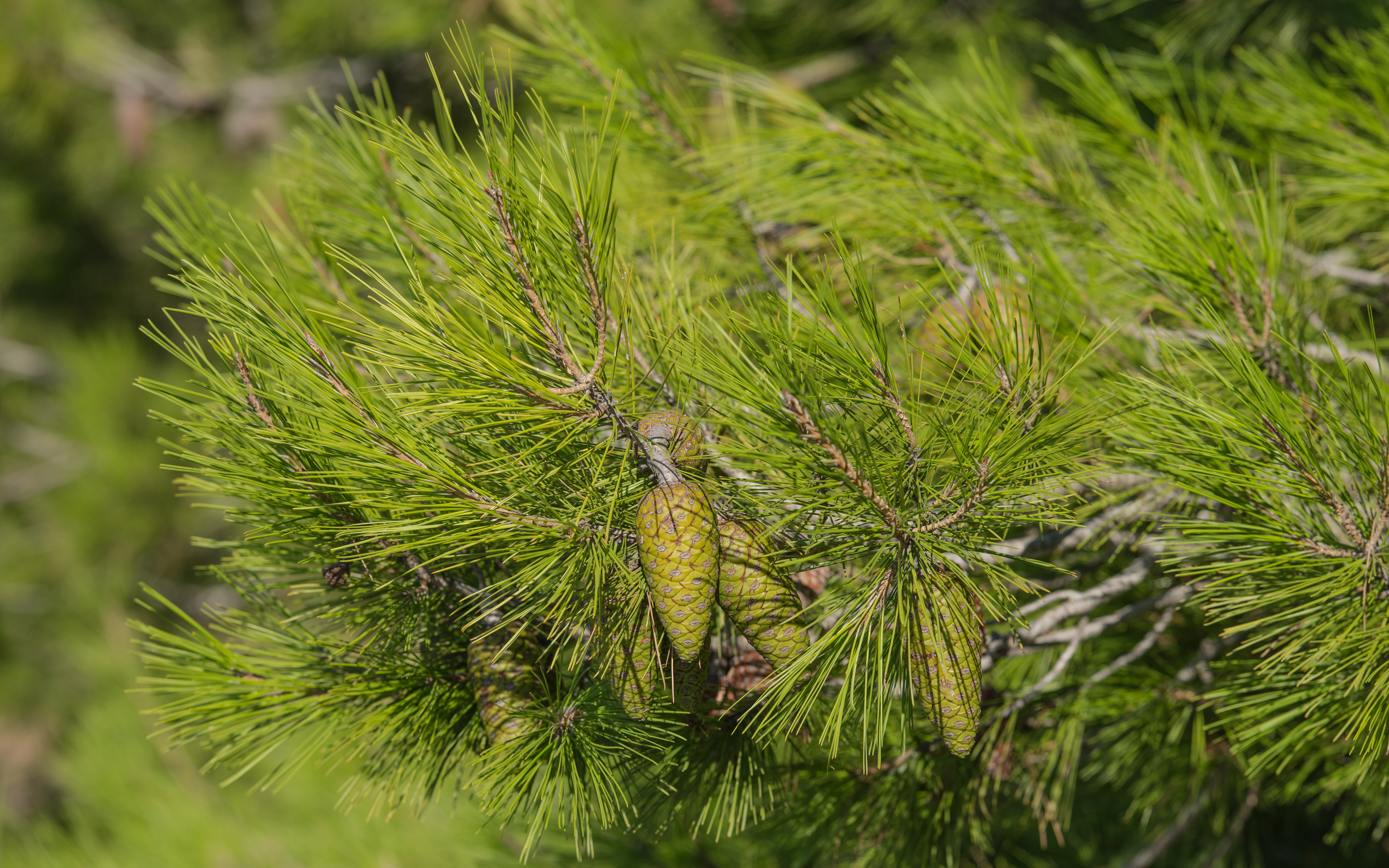
Pino carrasco

La vegetación original del parque estaba compuesta principalmente por pinos carrascos (Pinus halepensis) y casuarinas (Casuarina equisetifolia), a los que se sumaban especies como acacias, un algarrobo aislado, y diversos arbustos y plantas herbáceas. En total, se han identificado más de 40 especies de plantas leñosas, lo que refleja una notable riqueza botánica para un parque urbano. No obstante, el deterioro progresivo del sistema de riego y la falta de mantenimiento tras su cierre provocaron la pérdida de más del 60% del arbolado.

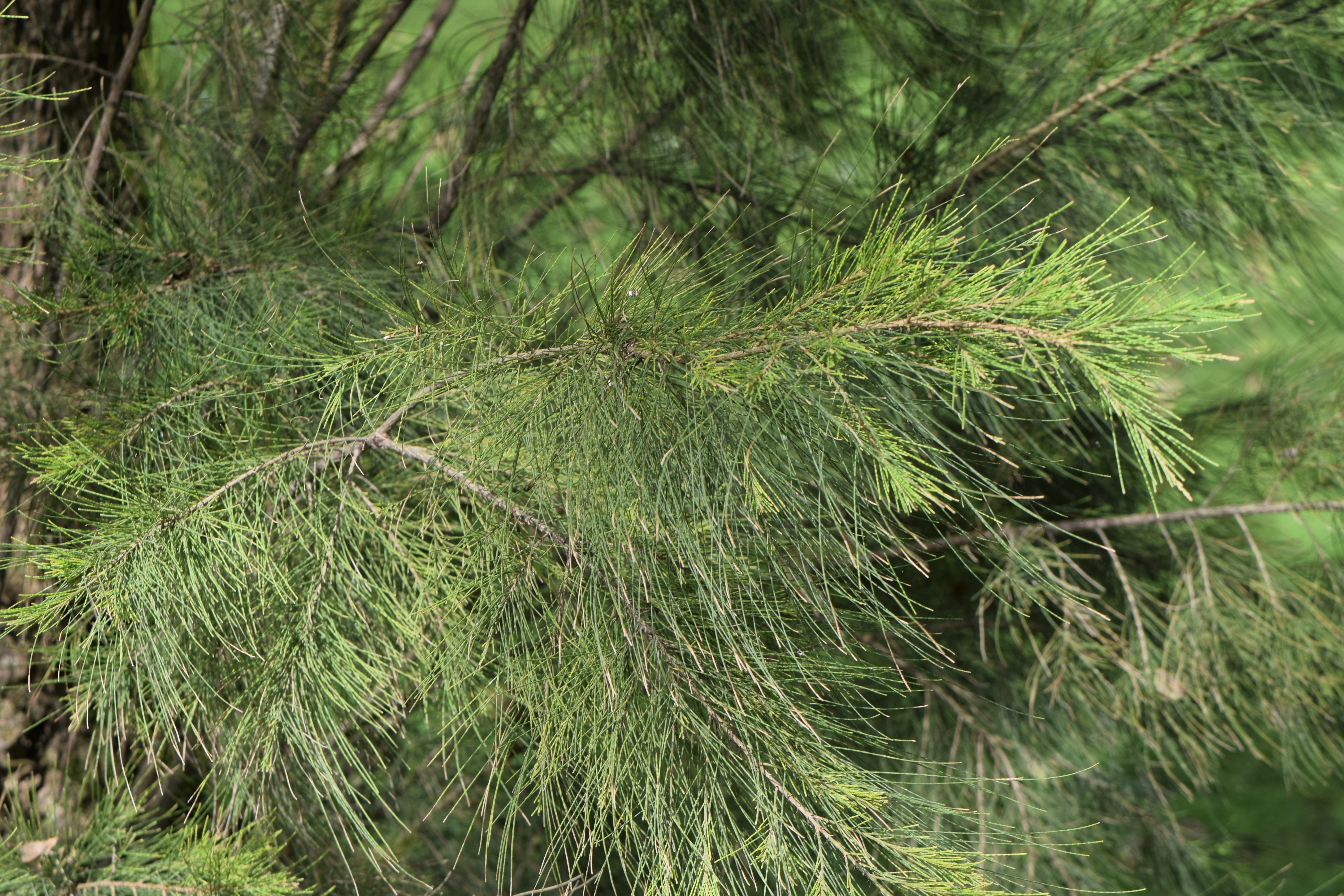
Casuarina

Como respuesta, la actual intervención paisajística incluye la plantación de 6.500 ejemplares de 11 especies distintas, todas seleccionadas por su adaptación al clima mediterráneo y su resistencia. Este nuevo diseño vegetal no solo busca regenerar la cubierta verde, sino también crear espacios más funcionales, como jardines de agua, áreas de meditación y recorridos sensoriales. La propuesta se enmarca en un enfoque sostenible que recupera el estilo de los jardines modernistas, con especies autóctonas y un uso racional del agua.

### Fauna

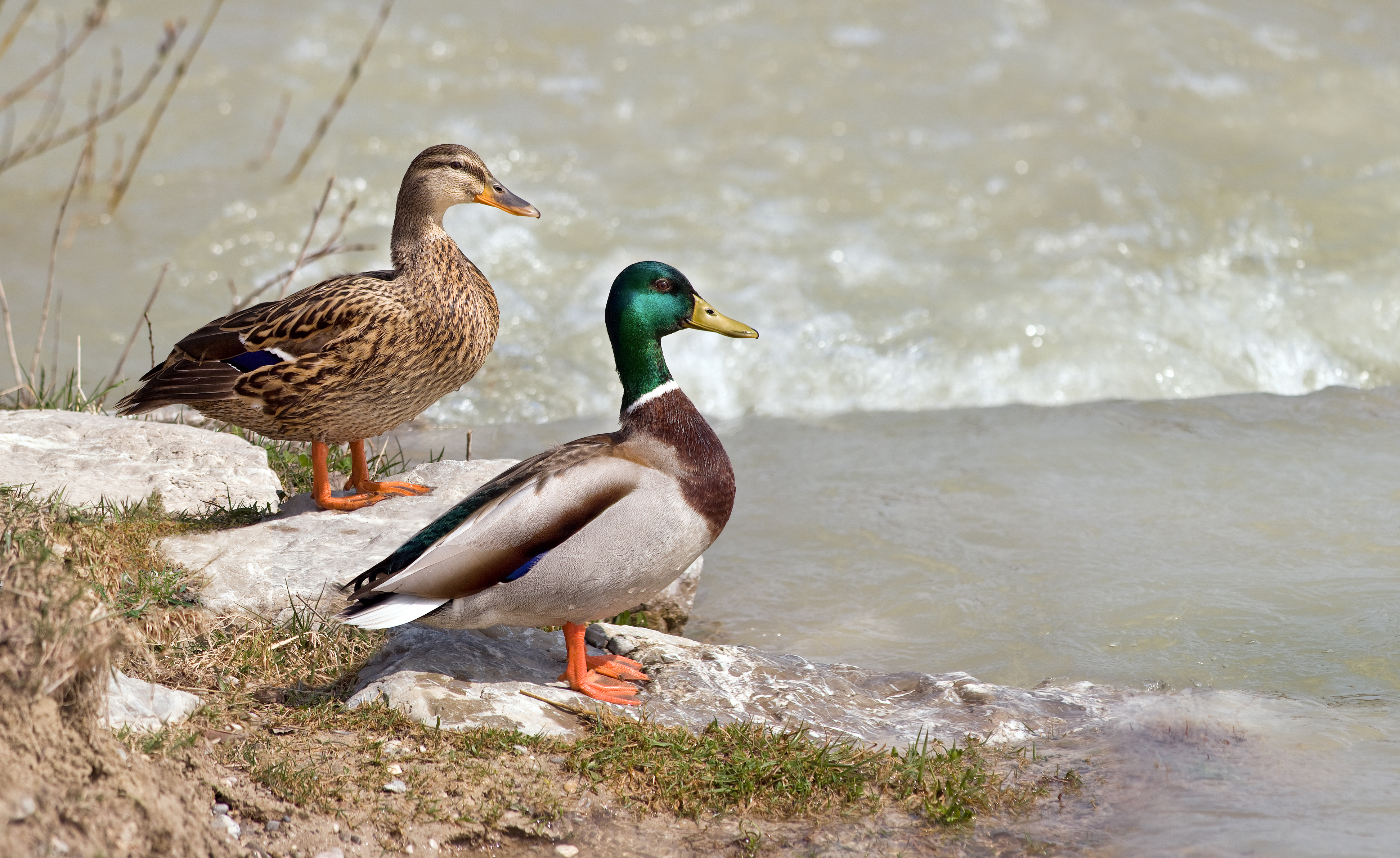
Patos

En cuanto a la fauna, el Parque Lobera albergó históricamente una pequeña pero significativa presencia animal, especialmente en torno a su estanque. Uno de los elementos más recordados por los visitantes era la presencia de patos que habitaban en esta zona acuática, junto a otras aves urbanas como mirlos, gorriones, tórtolas y estorninos. Estas especies encontraban en el parque un entorno adecuado para anidar y alimentarse, gracias a la combinación de zonas húmedas, árboles altos y vegetación densa.

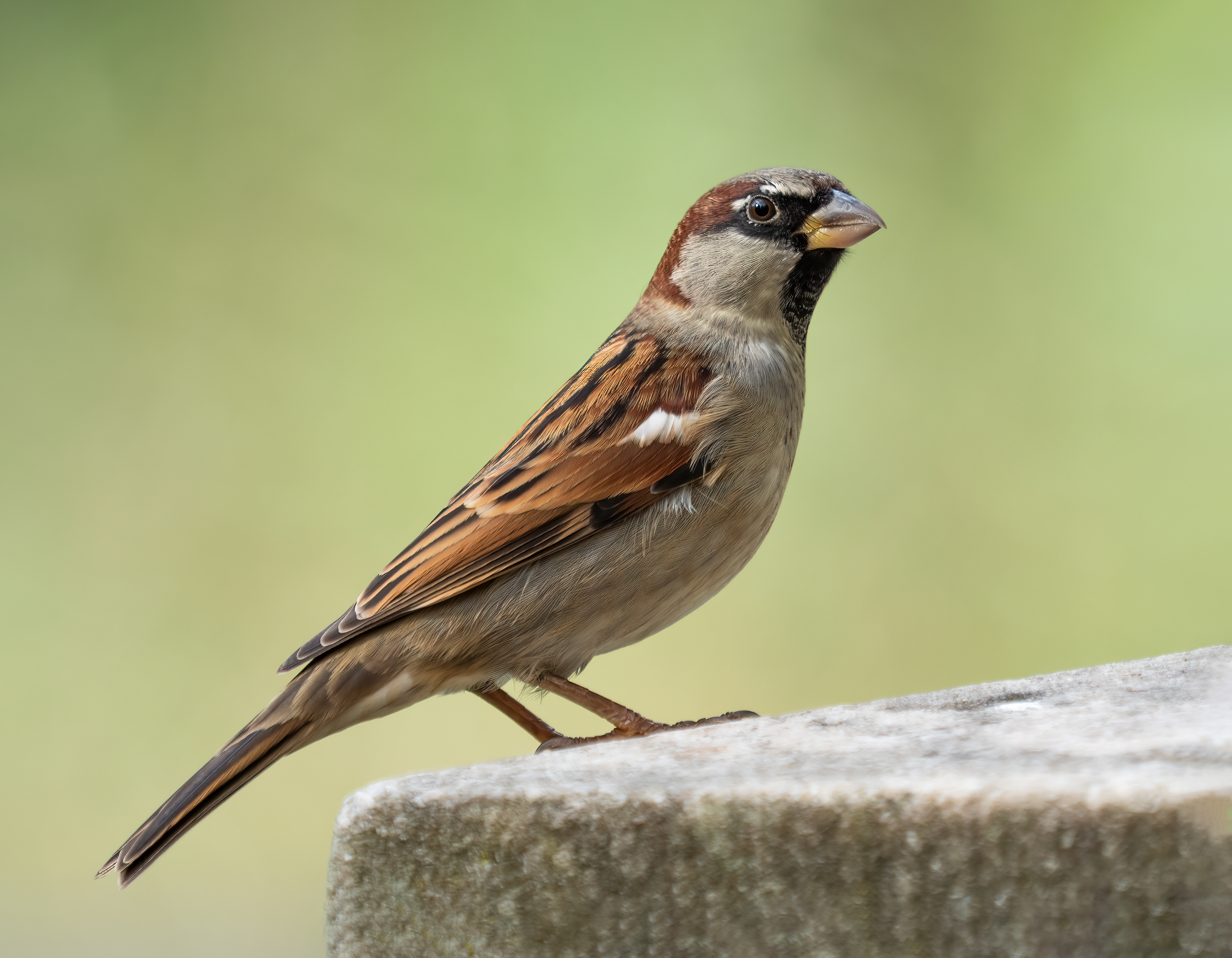
Gorrión

Sin embargo, tras el cierre del parque y el inicio de las obras, no se ha documentado con precisión la situación actual de la fauna. Aunque el proyecto de rehabilitación contempla el aumento de la biodiversidad, no se han especificado planes de reintroducción o conservación de especies animales. A pesar de ello, se espera que con la recuperación de la vegetación y la mejora de las condiciones ambientales, el parque vuelva a atraer a distintas especies, especialmente aves e insectos polinizadores.

## Yacimientos arqueológicos

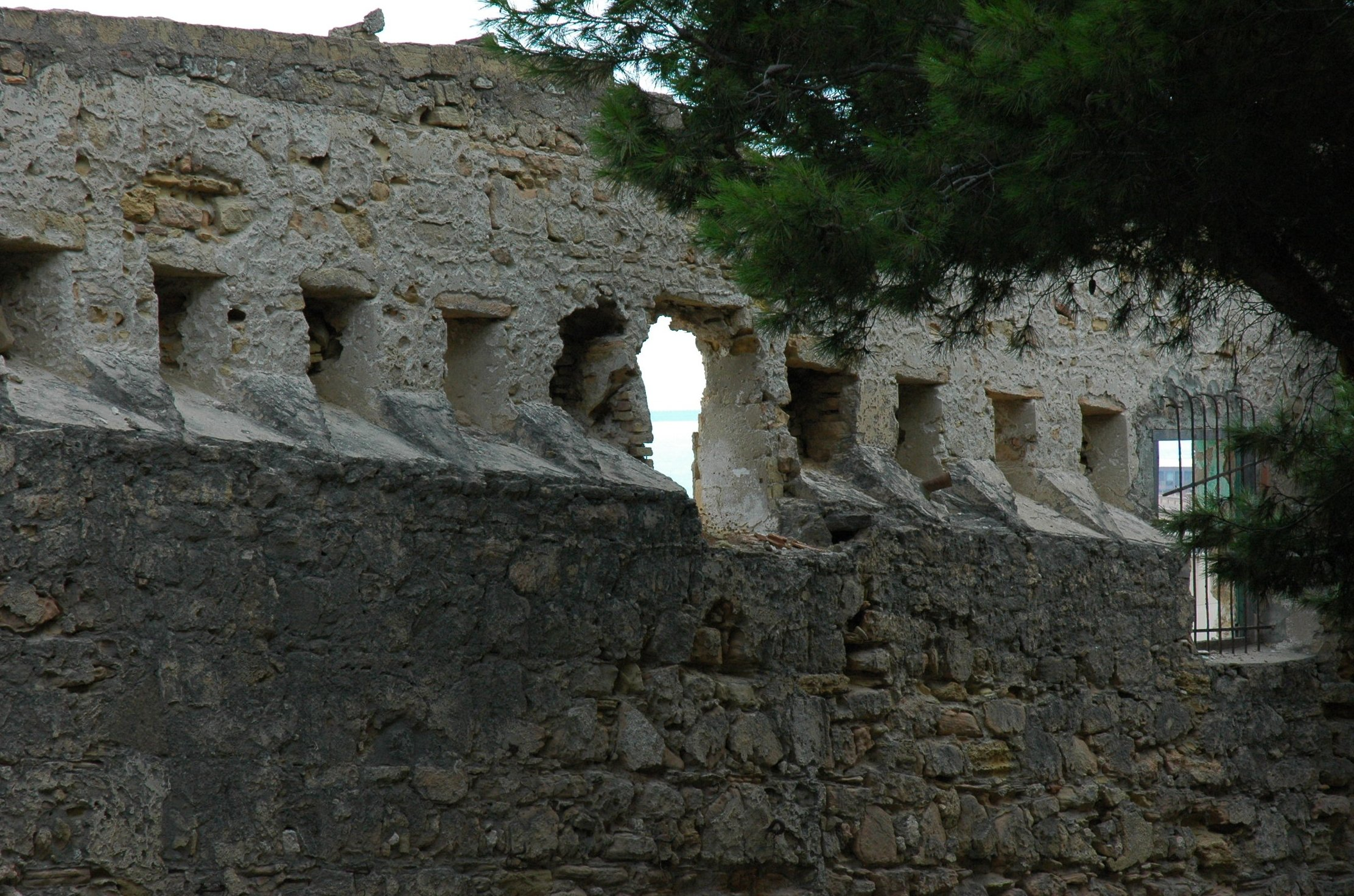
Muralla del Parque Lobera

El Parque Lobera se asienta sobre terrenos con una rica historia arqueológica:
- Silo medieval: En 1999, se descubrió un silo medieval excavado en la roca, intacto y con estratos que contenían abundante material cerámico, principalmente de época islámica altomedieval.
- Murallas y necrópolis: Se han identificado restos de una posible necrópolis romana y estructuras defensivas de la época musulmana, como una pequeña muralla de caliza amarilla del siglo X.
- Galería subterránea: Una galería subterránea de más de 130 metros de longitud, que formaba parte del sistema defensivo de la ciudad, ha sido recuperada y está abierta al público, permitiendo un recorrido por la historia de Melilla.[22]